# كولين (لويزيانا)
كولين (بالإنجليزية: Cullen, Louisiana)‏ هي منطقة سكنية تقع في الولايات المتحدة في لويزيانا. يقدر عدد سكانها بـ 1,296 نسمة.

## التركيبة السكانية
حدّد مكتب تعداد الولايات المتحدة بيانات التركيبة السكانية لكولين في تعداد الولايات المتحدة. في ما يلي، التركيبة السكانية حسب تعدادي 2000 و2010.

### تعداد عام 2000
بلغ عدد سكان كولين 1,296 نسمة بحسب تعداد عام 2000، وبلغ عدد الأسر 505 أسرة وعدد العائلات 319 عائلة مقيمة في البلدة. في حين سجلت الكثافة السكانية 432 نسمة لكل كيلومتر مربع (1,118.9/ميل2). وبلغ عدد الوحدات السكنية 600 وحدة بمتوسط كثافة قدره 200 لكل كيلومتر مربع (518.0/ميل2).
وتوزع التركيب العرقي للبلدة بنسبة 13.35% من البيض و84.88% من الأمريكيين الأفارقة و0.46% من الأمريكيين الأصليين و0.08% من الأمريكيين ذوي الأصول الآسيوية و0.08% من سكان جزر المحيط الهادئ و0.23% من الأعراق الأخرى و0.93% من عرقين مختلطين أو أكثر و0.69% من الهسبانيون أو اللاتينيون من أي عرق.
بلغ عدد الأسر 505 أسرة كانت نسبة 38.4% منها لديها أطفال تحت سن الثامنة عشر تعيش معهم، وبلغت نسبة الأزواج القاطنين مع بعضهم البعض 28.1% من أصل المجموع الكلي للأسر، ونسبة 27.3% من الأسر كان لديها معيلات من الإناث دون وجود شريك،  بينما كانت نسبة 7.7% من الأسر لديها معيلون من الذكور دون وجود شريكة وكانت نسبة 36.8% من غير العائلات. تألفت نسبة 32.7% من أصل جميع الأسر من عدة أفراد يعيشون في نفس المنزل ونسبة 14.5% كانت تتألف من شخص يعيش بمفرده يبلغ من العمر 65 عاماً أو أكثر. وبلغ متوسط حجم الأسرة المعيشية 2.57، أما متوسط حجم العائلات فبلغ 3.28.
بلغ العمر الوسطي للسكان 35.9 عاماً. وكانت نسبة 30.2% من القاطنين تحت سن الثامنة عشر، وكانت نسبة 8.6% بين الثامنة عشر والرابعة والعشرين عاماً، ونسبة 24.5% كانت واقعةً في الفئة العمرية ما بين الخامسة والعشرين والرابعة والأربعين عاماً، ونسبة 20.6% كانت ما بين الخامسة والأربعين والرابعة والستين، ونسبة 16.2% كانت ضمن فئة الخامسة والستين عاماً فما فوق. يوجد لكل 100 أنثى 77.8 ذكر، ويوجد لكل 100 أنثى في الثامنة عشر من عمرها فما فوق 66.4 ذكر.
بلغ متوسط دخل الأسرة في البلدة 15,319 دولارًا، أما متوسط دخل العائلة فبلغ 18,854 دولارًا. وكان متوسط دخل الذكور 20,368 دولارًا مقابل 18,393 دولارًا للإناث. وسجل دخل الفرد الخاص بالبلدة 8,307 دولارًا. وكانت نسبة 31.3% من العائلات ونسبة 39% من السكان تحت خط الفقر، وكان من هؤلاء نسبة 53% تحت سن الثامنة عشر ونسبة 30.3% في الخامسة والستين من العمر وما فوق.

## معرض صور

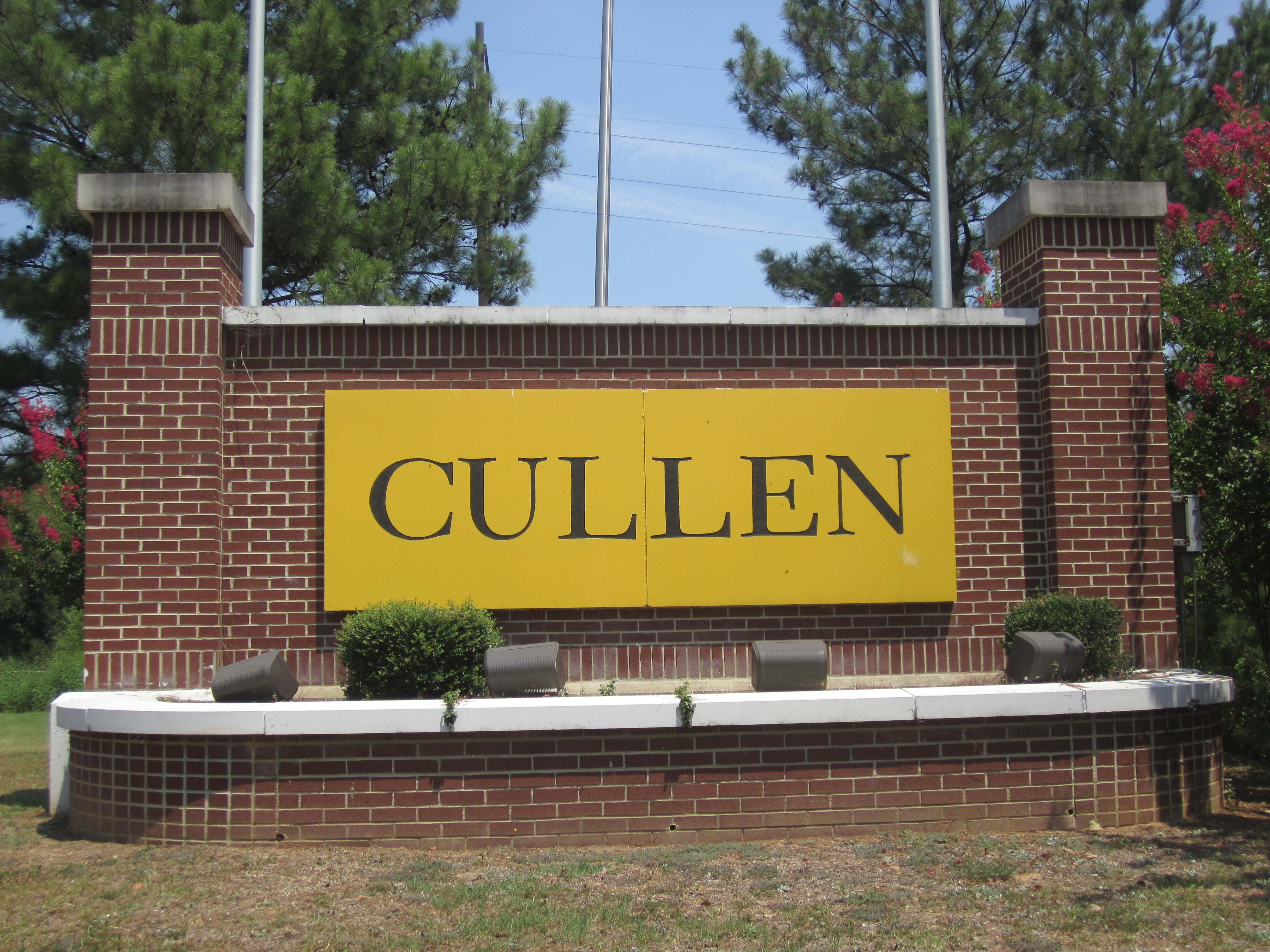
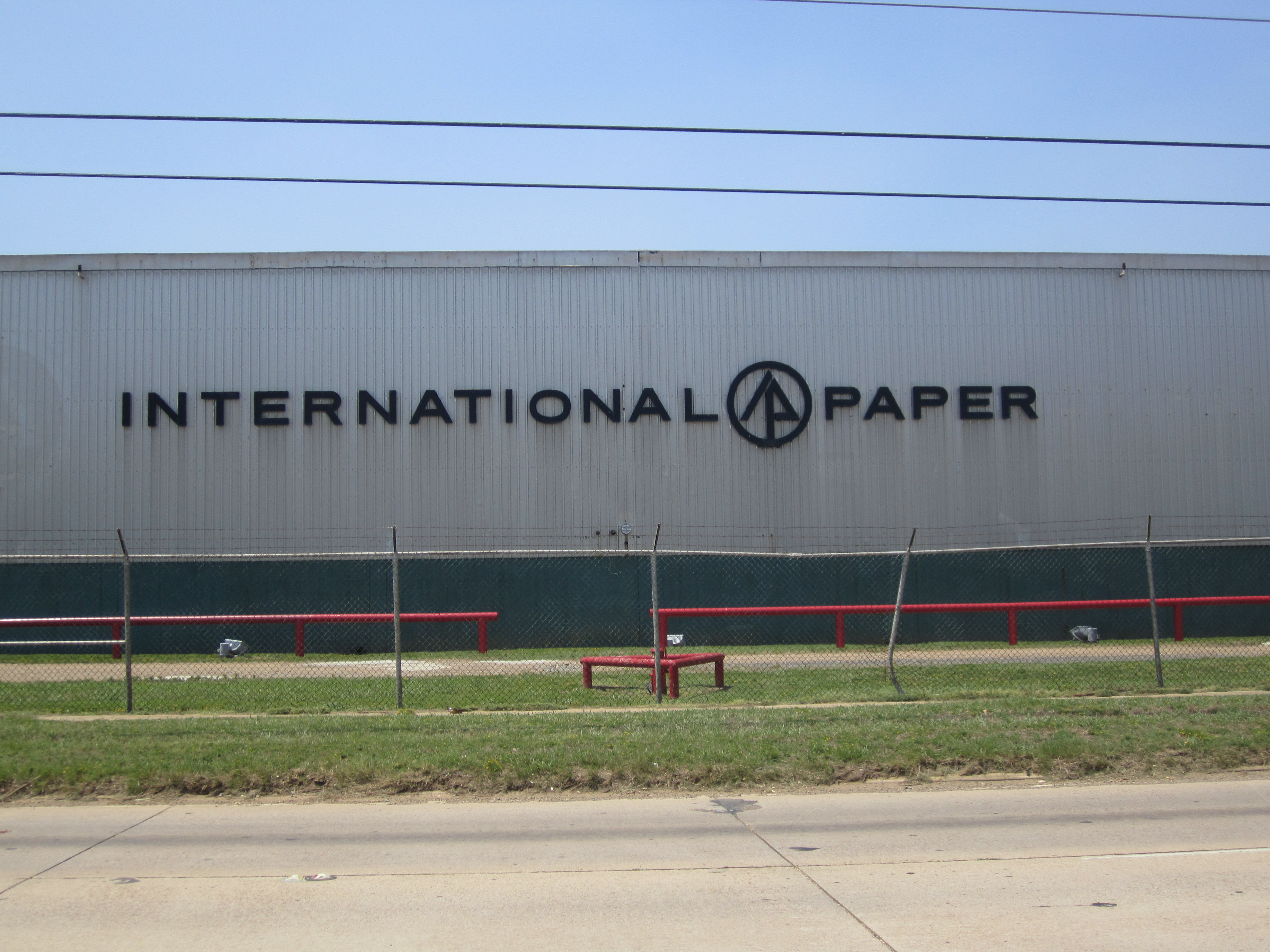
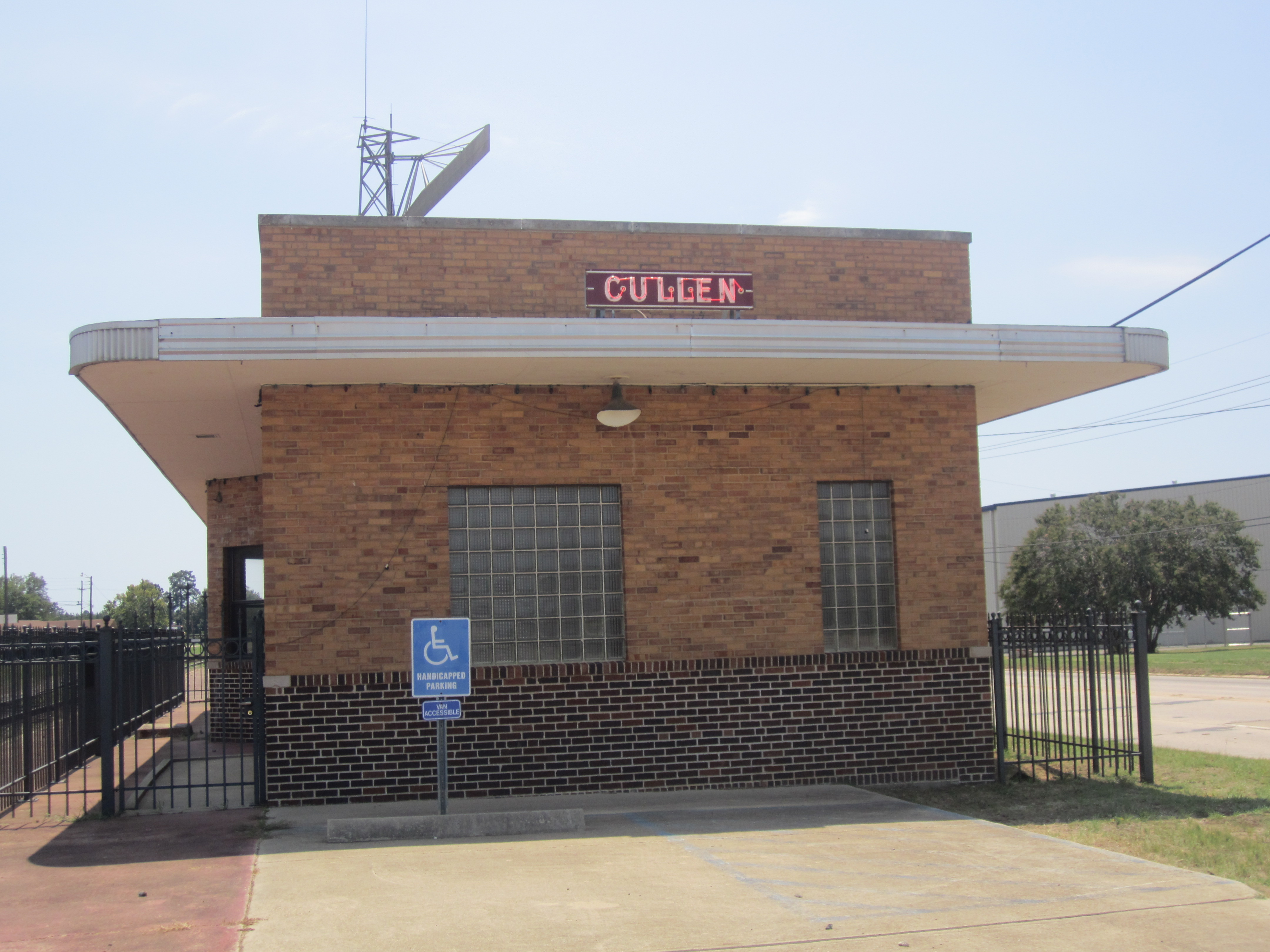
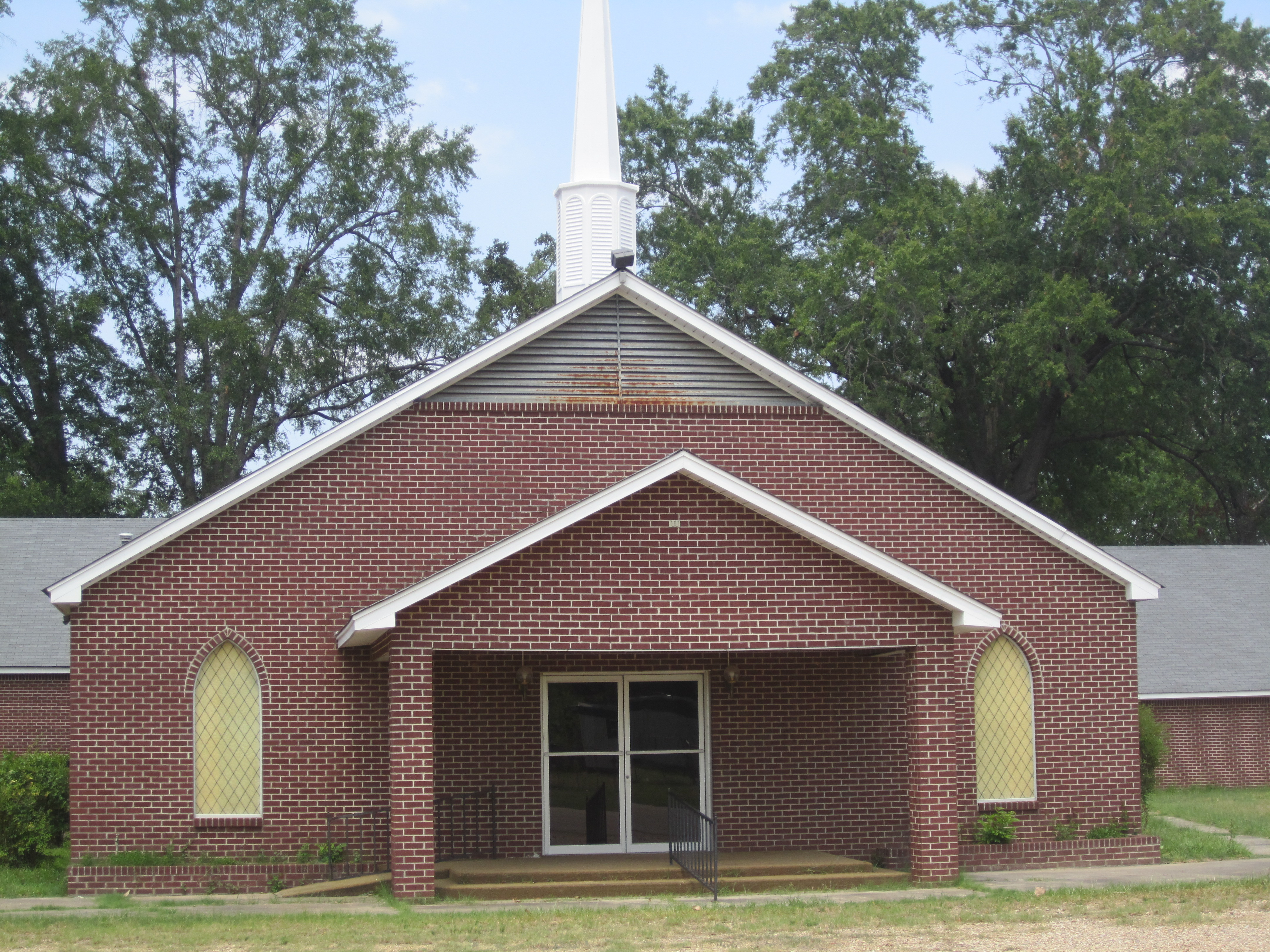

### تعداد عام 2010
بلغ عدد سكان كولين 1,163 نسمة بحسب تعداد عام 2010، وبلغ عدد الأسر 488 أسرة وعدد العائلات 286 عائلة مقيمة في البلدة. في حين سجلت الكثافة السكانية 387.7 نسمة لكل كيلومتر مربع (1,004.1/ميل2). وبلغ عدد الوحدات السكنية 637 وحدة بمتوسط كثافة قدره 212.3 لكل كيلومتر مربع (549.9/ميل2).
وتوزع التركيب العرقي للبلدة بنسبة 13.24% من البيض و85.64% من الأمريكيين الأفارقة و0.17% من الأمريكيين ذوي الأصول الآسيوية و0.17% من الأعراق الأخرى و0.77% من عرقين مختلطين أو أكثر و1.12% من الهسبانيون أو اللاتينيون من أي عرق.
بلغ عدد الأسر 488 أسرة كانت نسبة 35.2% منها لديها أطفال تحت سن الثامنة عشر تعيش معهم، وبلغت نسبة الأزواج القاطنين مع بعضهم البعض 21.7% من أصل المجموع الكلي للأسر، ونسبة 30.3% من الأسر كان لديها معيلات من الإناث دون وجود شريك،  بينما كانت نسبة 6.6% من الأسر لديها معيلون من الذكور دون وجود شريكة وكانت نسبة 41.4% من غير العائلات. تألفت نسبة 34% من أصل جميع الأسر من عدة أفراد يعيشون في نفس المنزل ونسبة 12.7% كانت تتألف من شخص يعيش بمفرده يبلغ من العمر 65 عاماً أو أكثر. وبلغ متوسط حجم الأسرة المعيشية 2.38، أما متوسط حجم العائلات فبلغ 3.09.
بلغ العمر الوسطي للسكان 37.9 عاماً. وكانت نسبة 28.4% من القاطنين تحت سن الثامنة عشر، وكانت نسبة 8.9% بين الثامنة عشر والرابعة والعشرين عاماً، ونسبة 22.1% كانت واقعةً في الفئة العمرية ما بين الخامسة والعشرين والرابعة والأربعين عاماً، ونسبة 26.9% كانت ما بين الخامسة والأربعين والرابعة والستين، ونسبة 13.7% كانت ضمن فئة الخامسة والستين عاماً فما فوق. وتوزع التركيب الجنسي للسكان بنسبة 45.1% ذكور و54.9% إناث.